# Střezimíř
Obec Střezimíř se nachází v okrese Benešov, kraj Středočeský. Žije zde 313 obyvatel. Součástí obce jsou i vesnice Bonkovice, Černotice, Dolní Dobřejov a Horní Dobřejov.
Ve vzdálenosti 15 km jižně leží Tábor, 18 km jižně Sezimovo Ústí a 19 km severozápadně Sedlčany.

## Historie
Obec byla založena pravděpodobně v 11. století, podle pověsti ji založil Střezimír a jejím účelem bylo střežit mír. Rozhledovým a signálním místem bylo návrší u kapličky svatého Vojtěcha. První písemná zmínka o vsi pochází z roku 1219, kdy je na listině Přemysla Otakara I. jako svědek podepsán vladyka Předslav ze Střezimíře (Predslav de Stresimir). Poblíž kostela, pravděpodobně v místech nynějšího zámku, stávala tvrz obehnaná příkopem a valy. Od druhé poloviny 15. století byla Střezimíř rozdrobena na několik dílů patřících k různým panstvím. Od Vratislavů z Mitrovic, kol. r. 1690, získal ves Gotthard Miseroni z Lisonu. Za jeho panování se Střezimíř stala opět samostatným statkem a byl zde vybudován zámek.
První záznam o gotickém kostele svatého Havla je z roku 1352, kdy farnost patřila k vltavskému děkanátu. V husitských dobách farnost spravovali utrakvističtí kněží a po celé 17. století byla farnost kvůli nedostatku kněží neobsazená a bez bohoslužeb. V roce 1709 majitel Střezimíře rytíř Stanislav Felix (Šťastný), Straník z Kopidlna zdejší duchovní správu obnovil, tj. zřídil obydlí kněze a důkladně zrekonstruoval kostel sv. Havla; viz dva postranní oltáře v chrámové lodi: sv. Antonína Paduánského z roku 1707 a sv. Václava z roku 1709; a také cínová křtitelnice. První střezimířští duchovní pocházeli převážně z řádů sv. Františka a sv. Augustina. Rytíř Stanislav Felix, Straník z Kopidlna zemřel dne 13. února 1719 ve věku 59 let a je pochován v chrámu sv. Havla před hlavním oltářem. V poslední vůli z roku 1717 odkázal nemalou část financí duchovnímu správci ve Střezimíři.
Od roku 1735 zde krátce působil administrátor Antonín Pávek, po něm následoval František Kormout (Kormauth), jenž tu vedl duchovní správu v letech 1735—43.
Roku 1741 rytíř Ferdinand Myslibor Bořek Hamza ze Zábědovic, švagr tehdejšího majitele Střezimíře rytíře Filipa Jakuba Straníka z Kopidlna věnoval 100 zlatých na věčnou fundaci, aby každého dne byla zakoupena za jeden krejcar vosková svíce a zapálena byla před obrazem Panny Marie v střezimířském kostele sv. Havla.
Po Františkovi Kormoutovi vystřídali se ve Střezimíři tito administrátoři: Jan Pavel Vodička 1743-61, Vojtěch Slunečko 1761-64, Benedikt Vilhelm 1765-67, Jan Schmidt 1767-69, Václav Fabian 1769-1774, Václav Sádecký 1774 a Jan Pavel Polz, jenž tu zemřel roku 1843.
Až roku 1843 byla zdejší administratura znovu povýšena na farnost. Prvním farářem stal se Prokop Hinkelmann, jenž tu působil téměř celých 42 let až do své smrti v roce 1885.
Roku 1852 koupil Střezimíř belgický šlechtic Jan Křtitel ď Hoope. Nechal svatostánek opět opravit a daroval mu křížovou cestu na plátně malovanou od belgického malíře Julia Boulangera. Roku 1936 odsud odešel poslední zdejší farář, v dalších desetiletích zde sloužili dojíždějící kněží, v poslední době z Chotovin. Každonedělní bohoslužby zde navštěvuje kolem 20 věřících. Kolem roku 1995 prošel kostel dalšími opravami. V 90. letech 20. století v souvislosti se zřízením plzeňské diecéze byla střezimířská farnost převedena z pražské arcidiecéze do českobudějovické diecéze.
Nejstarší zmínka o střezimířské škole je z roku 1719, roku 1856 byla postavena nová a moderní školní budova. Školním rokem 2002/2003 byla základní škola i s přidruženou mateřskou školou pro nedostatek žáků zrušena.
V roce 1870 byla zřízena železniční stanice na trati z Prahy do Vídně, která původně nesla název Stupčice (podle vesnice, která leží na trati necelý kilometr jižněji a patří dnes k obci Mezno). Zachovaná staniční budova je z roku 1894. Roku 2022 byla trať přeložena, na novém úseku vybudována zastávka a původní nádraží přeměněno na muzeum se základnou pro projížďky šlapacími drezinami. Pošta byla zřízena roku 1899, od roku 1929 byla vybavena telefonem a téhož roku byla obec elektrifikována.
O době vzniku osad Střezimíř-u nádraží a Nová Střezimíř se obec na svém webu nezmiňuje.
Sbor dobrovolných hasičů byl založen roku 1896 a dodnes je nejaktivnějším spolkem v obci. V roce 2016 při příležitosti oslav 120.výročí založení sboru bylo otevřeno hasičské muzeum. V této budově – původní schráni – je vystavena první historická stříkačka. Muzeum střeží nově vysvěcená socha sv. Floriána. V roce 2009 bylo založeno Myslivecké sdružení Skalice – Střezimíř. Od roku 2011 v obci aktivně funguje spolek Železnice Česká Sibiř.
Modro-stříbrná hlava štítu obecního znaku je vychází z erbu Miseroniů z Lisonu, kteří Střezimíř sjednotili a obnovili jako samostatné panství. Počet zubů pilového řezu i počet lístků lipové větvičky v zobáku kohouta symbolizuje počet částí obce, tedy pět, lipová větvička odkazuje na památnou lípu v obci. Kohout symbolizuje zasvěcení kostela svatému Havlu a návrší pod kohoutem geografickou polohu obce. Kombinace červené a stříbrné barvy je inspirována erby některých dřívějších vlastníků obce. Vlajka má podobný námět jako znak, pouze zelené návrší je nahrazeno zeleným pruhem.

## Území a části

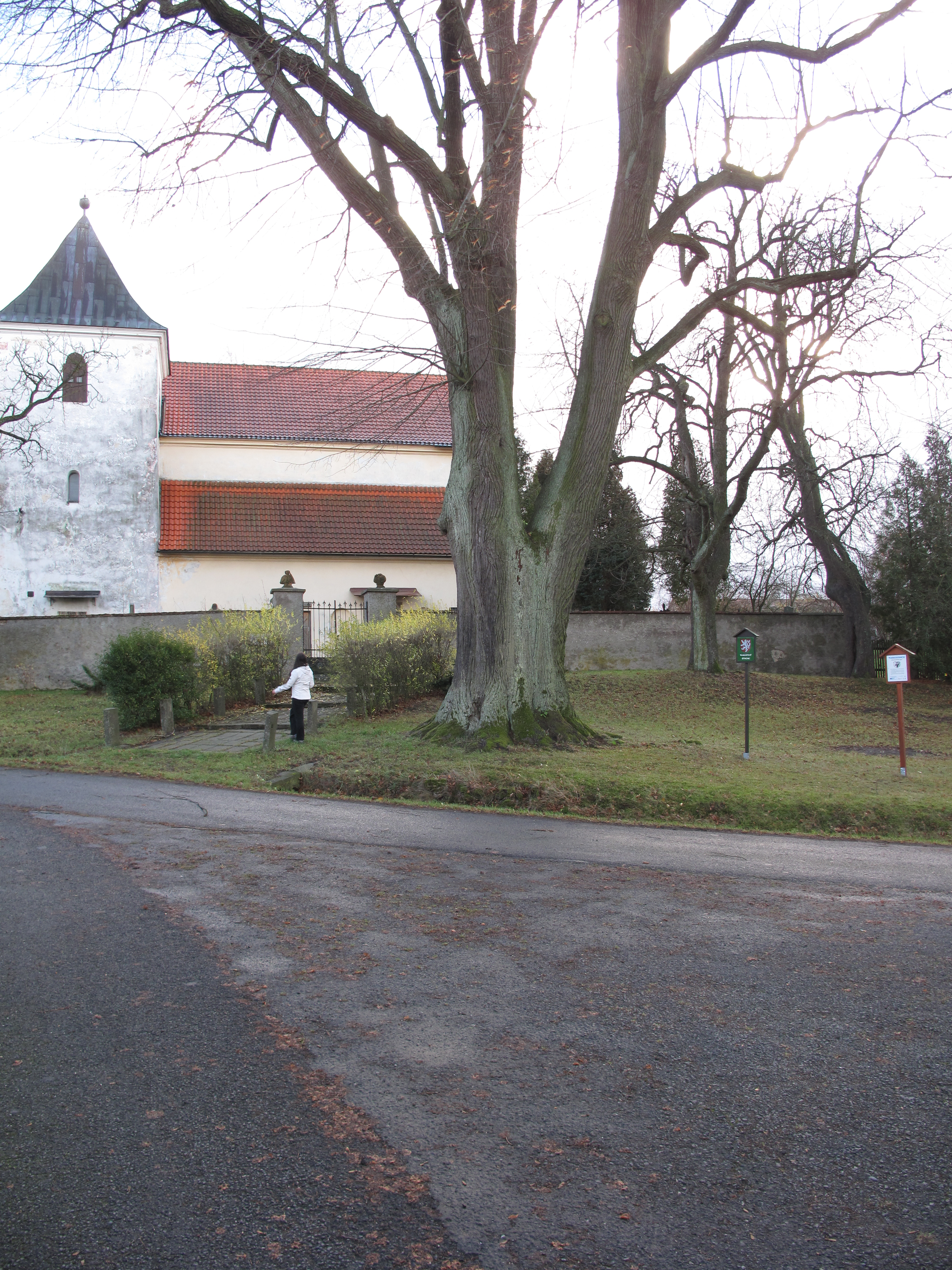
Střezimíř, kostel sv. Havla s památnou lípou

Vlastní Střezimíř se nachází v okolí křižovatky silnic III/1206, III/1209 a III/12139. Poblíž této křižovatky se nachází dvojdomek s poštou a obecním úřadem, naproti pohostinství U kovárny, nedaleko jihovýchodně rybník, kostel svatého Vojtěcha a zámek Střezimíř. Na severovýchodní straně na toto jádro navazuje druhý hlavní sídelní celek, označovaný Střezimíř-u nádraží. Leží v okolí pramene potoka Mastníku, na němž se zde nacházejí dva rybníky: Krčmář a Lhotský rybník. Souběžně s údolím potoka zde prochází železniční trať 220, která má na kraji sídelního celku novou zastávku Střezimíř, a do silnice III/12139, která na sever pokračuje podél trati, zde z jihu ústí silnice III/12144. Nádraží Střezimíř bylo do zrušení r. 2022 nejvýše položeným místem na železniční trati Praha–Vídeň. Třetí částí Střezimíře je Nová Střezimíř, která se nachází asi 1,5 km jihovýchodně od staré Střezimíře, u Bonkovického potoka, a nevede do ní silnice, ale jen zpevněná cesta.
Ke Střezimíři jsou připojeny čtyři vesnice, které všechny patří do katastrálního území Bonkovice. Všechny jsou dostupné odbočkami ze silnice III/12106 vedoucí na západ od Střezimíře. Z ní odbočuje na jih nejprve po jednom kilometru několik set metrů dlouhá silnice III/1207 do Bonkovic, po dalším půlkilometru necelý kilometr dlouhá zpevněná cesta do Černotic. Naproti odbočce do Bonkovic vede na sever zpevněná cesta, na níž po tři čtvrtě kilometru leží Horní Dobřejov a po dalším tři čtvrtě kilometru Dolní Dobřejov. Mezi Dobřejovy a Střezimíří leží ještě samota Větrov, od centra Střezimíře vzdušnou čarou asi 0,6 km severoseverozápadně, po silnici a cestě asi 1,3 km vzdálená. Nedaleký vrchol Větrov je nejvyšším bodem obce (638 m n. m.). Jižně od Střezimíře, v místech křížení silnice III/1209 s Bonkovickým potokem, stojí samota Cihelna. Na bezlesém návrší západně od kaple svatého Vojtěcha je podzemní vodojem a stojí zde telekomunikační věž.

### Územněsprávní začlenění
Dějiny územněsprávního začleňování zahrnují období od roku 1850 do současnosti. V chronologickém přehledu je uvedena územně administrativní příslušnost obce v roce, kdy ke změně došlo:
- 1850 země česká, kraj České Budějovice, politický okres Milevsko, soudní okres Sedlec[9]
- 1855 země česká, kraj Tábor, soudní okres Sedlec
- 1868 země česká, politický okres Sedlčany, soudní okres Sedlec
- 1939 země česká, Oberlandrat Tábor, politický okres Sedlčany, soudní okres Sedlec[10]
- 1942 země česká, Oberlandrat Praha, politický okres Sedlčany, soudní okres Sedlec[11]
- 1945 země česká, správní okres Sedlčany, soudní okres Sedlec[12]
- 1949 Pražský kraj, okres Votice[13]
- 1960 Středočeský kraj, okres Benešov
- 2003 Středočeský kraj, okres Benešov, obec s rozšířenou působností Votice

### Rok 1932
Ve vsi Střezimíř (480 obyvatel, poštovní úřad, telegrafní úřad, telefonní úřad, katol. kostel) byly v roce 1932 evidovány tyto živnosti a obchody: výroba cementového zboží, holič, 4 hostince, 2 kováři, 2 krejčí, 2 obuvníci, 3 pekaři, 5 pojišťovacích jednatelství, řezník, 4 obchody se smíšeným zbožím, Spořitelní a záložní spolek pro Střezimíř, obchod s hospodářskými stroji, 3 trafiky, 2 truhláři, obchod s uhlím, velkostatkář Warga

## Příroda a vodstvo
Střezimíř je téměř ze tří stran (od jihu až po severozápad) obklopena přírodním parkem Jistebnická vrchovina, sama však do takto chráněného území nespadá, ač má podobný charakter. Většina území obce je bezlesá, jen s malými remízky, hlavně kolem potoků a rybníků, na jižním okraji leží rozsáhlejší Černý les, který tvoří i hranici mezi Středočeským a Budějovickým krajem.
U Bonkovic pramení Bonkovický potok (někdy označován jako horní tok Košínského potoka), na němž se ve směru toku na jihovýchod k Nové Střezimíři nachází řada rybníků: Struhový rybník (u Cihelny), Hořejší rybník, Chobot a bezejmenný rybník u Nové Střezimíře. Od Černotic vytéká k jihovýchodu bezejmenný přítok Bonkovického potoka, od severu se do Bonkovického potoka vlévá též bezejmenný přítok ze staré Střezimíře. Střezimíř-u nádraží je místem počátku potoka Mastníku, která teče na sever a je přítokem Vltavy. Z Horního Dobřejova přes Dolní Dobřejov teče na sever potok, který je pravým přítokem Záběhlického potoka, pravého přítoku Prčického potoka – na některých mapách je jako Záběhlický potok označena přímo tato Dobřejovská větev.

## Doprava a turistické trasy

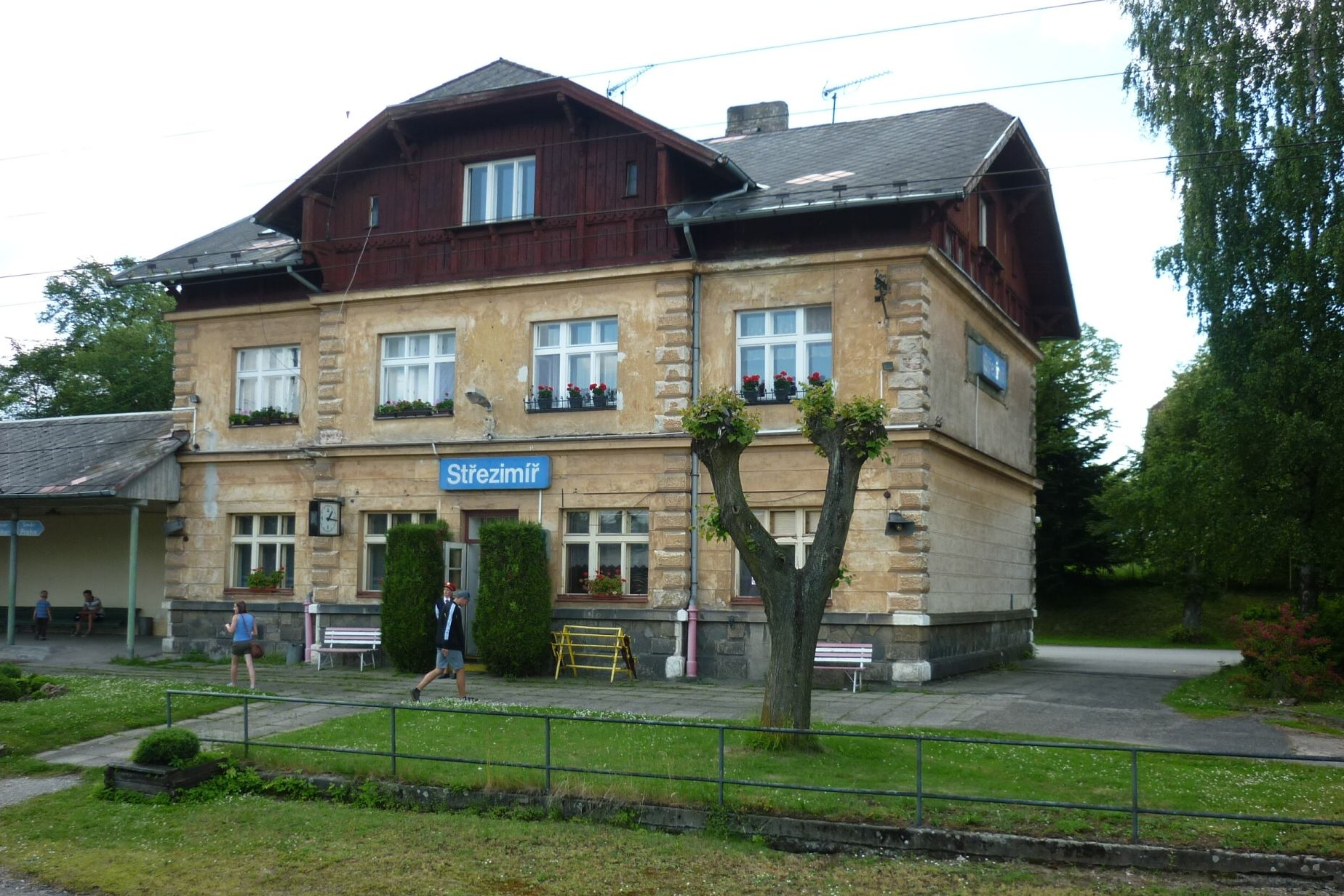
Původní nádraží Střezimíř, využívané do března 2022

Výše byla zmíněna železniční trať 220 se zastávkou Střezimíř a poměrně frekfentovanou osobní dopravou po celý týden a zdejší síť silnic III. třídy. Asi 4 km západně od Střezimíře prochází severojižním směrem silnice I/3 a budovaná dálnice D3. Ve vzdálenosti asi 3 km na západní a jižní straně prochází silnice II/120 od Prčice na Borotín a Sudoměřice u Tábora.

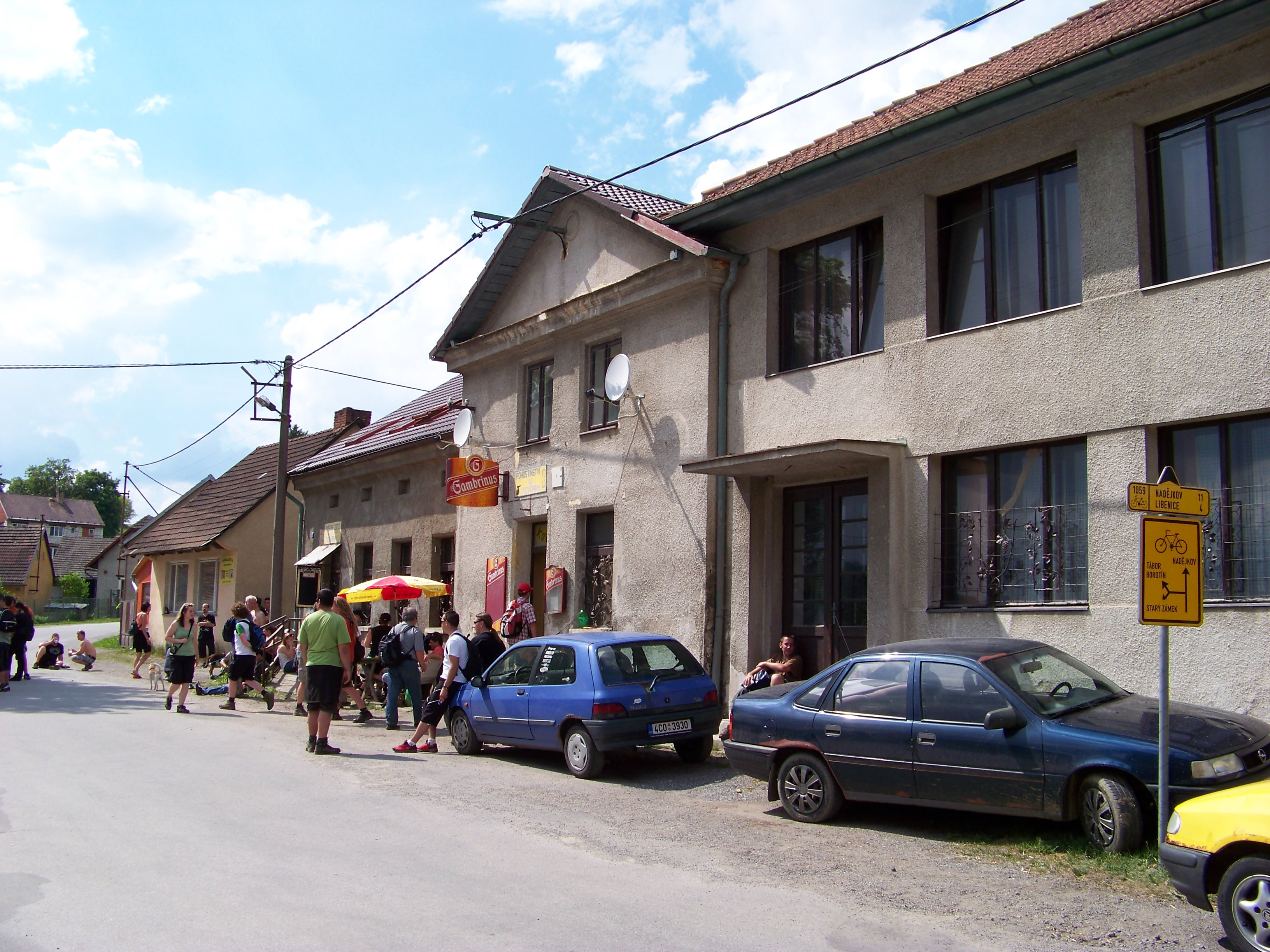
Pohostinství U kovárny v centru staré Střezimíře v den pochodu Praha – Prčice

Železniční dopravu zde doplňuje souběžně s železniční tratí autobusová linka SID E84 Votice – Mezno (ČSAD Benešov a. s.), na níž (2011) v pracovních dnech jeden až dva spoje denně zajíždějí od nádraží závlekem na střezimířské náměstí a další pár spojů projíždí bez závleku. Druhou autobusovou linkou je 390100 Tábor – Jistebnice táborského dopravce Comett Plus, na níž jedou také o pracovních dnech dva až tři spoje denně v každém směru, v různých variantách tras. Všechny tyto spoje staví na náměstí i na rozcestí u Bonkovic, jeden pár spojů zajíždí závlekem dolů k nádraží.
Přes obě hlavní části Střezimíře prochází páteřní cyklotrasa č. 11. Ta vede v údolí Mastníku podél železniční trati v souběhu s trasou č. 0075 a ve staré Střezimíři křižuje trasu č. 1059.
U nádraží je východisko tří pěších značených tras. Žlutě značené prochází, na jih vede do Borotína, na východ propojuje s červenou trasou. Zelená vede přes Větrov na sever do Červeného Újezda a Prčice, modrá přes Větrov a Horní Dobřejov na západ. Přes Střezimíř prochází i značená běžkařská trasa systému Greenways Čertovo břemeno.
Střezimíří tradičně prochází krátká dětská trasa pochodu Praha–Prčice ze střezimířského nádraží oklikou přes Borotín a starou Střezimíř, v některých ročnících v souběhu s jinými trasami, například z Tábora, dříve například z Mladé Vožice, nově též jedna z okružních cyklistických tras této akce.

## Pamětihodnosti
- Bývalý farní kostel svatého Havla, gotický, s původním presbytářem se zajímavým žebrovím klenby a nověji dostavěnou lodí[4]
- Kaple svatého Vojtěcha, vystavěna roku 1820 Matějem Kupkou z Lažan
- Zámek Střezimíř, jednopatrová budova obdélníkového půdorysu s pseudorokokovou fasádou, slunečními hodinami na jižní zdi, ozdobnou lucernovitou věžičkou s cibulkou a malým zámeckým parkem. Zámek není přístupný pro veřejnost.